# جورج بالش ويلسون
جورج بالش ويلسون (بالإنجليزية: George Balch Wilson)‏ هو ملحن أمريكي، ولد في 1927 في غراند إيسلاند في الولايات المتحدة.

## وصلات خارجية
- جورج بالش ويلسون على موقع ميوزك برينز (الإنجليزية)